# Cybergirl
Cybergirl est une série télévisée australienne en 26 épisodes de 26 minutes, créée par Jonathan M. Shiff et diffusée entre le 21 juillet 2001 et le 11 janvier 2002 sur Network Ten.
En France, la série a été diffusée sur Jetix.

## Synopsis
Ashley Campbell a 15 ans, elle semble une adolescente comme toutes les autres… ou presque. Car « Ashley Campbell » n'existe pas ! Sous cette fausse identité, se cache le prototype d'une nouvelle génération d'androïdes, Cybergirl 6000, venue du fin fond de la galaxie se réfugier sur Terre pour échapper aux Réplicants chargés de l'éliminer…

## Distribution
- Ania Stepien : Ashley « Ash » Campbell / Cybergirl
- Craig Horner (VF : Constantin Pappas) : Jackson Campbell
- Jovita Shaw : Kat Fontaine
- Mark Owen-Taylor : Hugh Campbell
- Septimus Caton : Rhyss
- Jennifer Congram : Xanda
- Ric Anderson : Isaac
- Peter Mochrie : Rick Fontaine
- Christine Amor : Mayor Buxton
- Winston Cooper : Giorgio
- David Vallon : Romirez
- Jessica Origliasso : Emerald Buxton
- Lisa Origliasso : Sapphire Buxton

## Épisodes
1. Prototype 6000 (6000 Prototype)
2. Les Réplicants (The Replicants)
3. La Transformation (Genetic Engineering)
4. Premier jour à l'école (First Day in School)
5. Transparence (Transparency)
6. Au rythme de la musique (To the Rhythm of the Music)
7. Au-delà du jeu (Beyond of the Game)
8. Sauvetage héroïque (Top Dog and Détresse)
9. On a tous besoin de Cybergirl (Defuse the Bomb)
10. La Disparition (The Disappearance)
11. Cybergirl, je veux te ressembler! (Look Like Cybergirl)
12. Premier cours de natation (First Course of Swimming)
13. Piège mortel (Fatal Trap)
14. Cybergirl, toujours là pour Madame le Maire (Cybergirl, Always There to Madam Mayor)
15. Titre français inconnu (Episode 15)
16. Titre français inconnu (Episode 16)
17. Titre français inconnu (Episode 17)
18. Titre français inconnu (Episode 18)
19. Titre français inconnu (Episode 19)
20. Titre français inconnu (Episode 20)
21. Titre français inconnu (Episode 21)
22. Titre français inconnu (Episode 22)
23. Titre français inconnu (Episode 23)
24. Titre français inconnu (Episode 24)
25. Titre français inconnu (Episode 25)
26. La fin est arrivée (The End Came)